# 宝家和楽・和喜美
宝家和楽・和喜美（たからやわらく・わきみ）は、日本の太神楽曲芸の夫婦のコンビ。

## 芸風
古くからある古典的な寄席芸の太神楽を受け継いた貴重なコンビであった。長らくドサ廻りが続いたが戦後は道頓堀角座に出演した。口に銜えた撥の上に土瓶を乗せてコントロールする芸が得意であった。（通称「土瓶の曲」）
晩年は不遇で和喜美の病気による闘病で長らく一人で舞台を立った。闘病中は他人の三味線下座では気に入らないと和喜美のテープを録音しそれを流して舞台に上がっていた。和喜美の死去、高齢、歯の衰えで撥が銜えられなくなったなどの理由で引退した。

## 来歴
和楽
- 1906年 - 東京浅草の生まれ、父は初代和楽、兄は二代目和楽という曲芸「滑稽曲芸・宝家連中」の家庭に生まれる。
- 1914年 - 初舞台。
- 1925年 - 和三郎を襲名。
- 1929年？（23歳） - 兵役で入隊。
- 1935年 - 大阪を拠点にする。
- 1940年 - 兄の死去で三代目和楽を襲名。

和喜美
- 1905年 - 生まれる。
- 1937年 - 和楽の妻として初舞台。
- 1973年 - 病気による没。

## メンバー
- 三代目宝家 和楽（たからや わらく、本名：村沢満寿夫、1906年 - 没年不詳）
- 宝家 和喜美（たからや わきみ、本名：村沢キミ子、1905年 - 1973年）

かつて長唄の杵屋和次郎でも門下でもあった。三味線を弾く後見として活躍し、「三下がり米洗い」を作曲して流行させた。